# دهستان سادات محمودی
سادات محمودی، دهستانی است از توابع بخش پاتاوه شهرستان دنا در استان کهگیلویه و بویراحمد ایران.

## جمعیت
براساس سرشماری سال ۱۳۸۵ جمعیت آن ۱۰٬۳۷۰ نفر (۲٬۰۸۸ خانوار) بوده‌است.